# Werwölfe – Das Spiel von List und Täuschung
Werwölfe – Das Spiel von List und Täuschung ist eine Reality-Spielshow der ARD Mediathek, basierend auf dem französischen Original Loups Garous von Canal+ und dem Gesellschaftsspiel Die Werwölfe von Düsterwald. Die erste Staffel soll ab dem 25. September 2025 wöchentlich in der ARD Mediathek erscheinen.

## Konzept
Im Verlauf der ersten Folge bekommen drei Teilnehmer die Rolle „Werwolf“ zugeteilt und alle anderen Teilnehmer die Rolle der „Dorfbewohner“. Ziel der Dorfbewohner ist es alle Werwölfe bis Spielende erfolgreich zu enttarnen. Ziel der Werwölfe hingegen ist es, unentdeckt zu bleiben und die Dorfbewohner bis Spielende nach und nach zu eliminieren. Dafür können die Werwölfe auch gezielt einzelne Dorfbewohner gegeneinander ausspielen.

## Produktion
Die Produktion fand am Original-Set von Canal+ in Frankreich statt. Eine Ausstrahlung der Doppelfolgen in der ARD Mediathek ist ab dem 25. September 2025 geplant. Zusätzlich sollen die ersten beiden Folgen auch im Hauptprogramm der ARD ausgestrahlt werden. 
Die Teilnehmenden sollen aus Personen mit verschiedenen Begabungen und Fähigkeiten bestehen, darunter ein Schachgroßmeister, eine Soldatin, ein professioneller Pokerspieler sowie ein Mentalist.